# Kinder der Straße (1929)
Kinder der Straße ist ein deutsches Stummfilm-Zeitdrama mit mild kritischen Anklängen aus dem “Zille-Milljöh” von Carl Boese. Unter seiner Regie spielen Lissy Arna, Heinrich George, Erika Glässner und Jack Mylong-Münz die Hauptrollen. 

## Handlung
Im Berlin der „kleinen Leute“ in den ausgehenden 1920er Jahre. Die Familie Rust versucht mit ihrem Marktstand so einigermaßen über die Runden zu kommen. Mutter Pauline Rust bietet Gemüse aller Arten feil und gilt als handfeste Marktfrau mit einem Herzen aus Gold. Doch auch sie ist nicht gefeit davor, sich zu verrechnen, auch wenn es ihr dann niemand so richtig übel nehmen kann. Niemand? Nein, der Wachtmeister Barduschek, der auf alles und jeden ein wachsames Auge hat, schon. Als er feststellen muss, dass Mutter Rust sich beim Wiegen von Spinat um zehn Gramm vertan hat (weil ganz offensichtlich ihre Waage nicht korrekt geeicht ist), lässt ihn sein Diensteifer so weit gehen, die dralle Marktfrau festzunehmen. Während Mutter Pauline für ihr „Verbrechen“ zwei Monate Gefängnishaft absitzen muss, lernt der überkorrekte Beamte Paulines Tochter Lucie erst kennen und schließlich lieben. Am Ende herrscht trauter Frieden zwischen Bürger und Staatsgewalt, als Lucie ihren gesetzestreuen Wachtmeister heiratet.

## Produktionsnotizen
Kinder der Straße entstand im Herbst 1928, passierte die Filmzensur am 28. Dezember desselben Jahres und wurde im Februar 1929 in Berlins Titania-Palast uraufgeführt. Der mit Jugendverbot belegte Siebenakter besaß eine Länge von 2226 Meter. 
Karl Machus gestaltete die Filmbauten.

## Wissenswertes
Dieser Film entstand in der Ende der 1920er Jahre grassierenden, allgemeinen Welle der sogenannten Zille-Filme, wo denen vor allem Mutter Krausens Fahrt ins Glück (1929) bekannt wurde. Doch während die Inszenierung Piel Jutzis nachhaltige Berühmtheit erlangte, gilt Boeses Kinder der Straße wegen seiner allzu läppischen Form und seiner kaum geäußerten Kritik an den sozialen Umständen, unter denen die einfachen Bürger des damaligen Deutschlands zu leben hatten, als wenig bedeutend. Auch die Filmkritik ging daher auf diese Produktion nur wenig ein.

## Kritiken
Die sozialistische Rote Fahne schrieb: „Mit Zille hat der Film sehr wenig zu tun, denn es genügt nicht, nur das Milieu zu zeigen und den sozialen Inhalt wegzulassen oder falsch darzustellen. (…) Die Darsteller quälen sich sichtbar aus dieser dürren Angelegenheit etwas herauszuholen, es gelingt ihnen aber beim besten Willen nicht.“
Die zeitgenössische Kritik fand jedoch auch Gutes. In Hans Ostwalds „Das Zillebuch“ heißt es: „Heinrich George bewies eine tragische Wucht in dem von Carl Boese ausgezeichnet gestellten Film “Kinder der Straße”, die man ihm bisher nicht zugetraut – und die man bisher auch nicht den Gestalten Zilles, dem Berliner Volk nicht zugetraut hatte.“